# Pavel Vrba
Pavel Vrba, född den 6 december 1963 i Přerov, är en tjeckisk före detta professionell fotbollsspelare och sedermera tränare. Han har tidigare varit förbundskapten för det tjeckiska herrlandslaget.

## Karriär
Den 3 februari 2021 blev klar som ny huvudtränare i Sparta Prag.

## Meriter

### Som tränare
Žilina
- Slovakiska superligan: 2006–07
- Slovakiska cupen: 2007

Viktoria Plzeň
- Synot liga: 2010–11, 2012–13
- Tjeckiska cupen: 2009–10
- Tjeckiska supercupen: 2011

Individuellt
- Årets tränare i Tjeckien: 2010, 2011, 2012, 2013, 2014, 2015